# Luisa Fiedler
Luisa Fiedler (* 4. April 1952 in Trient/Italien) ist eine Hamburger Politikerin der Sozialdemokratischen Partei Deutschlands (SPD).

## Leben
Luisa Fiedler studierte nach dem Abitur Sprach- und Politikwissenschaften. Zudem machte sie ein Zusatzstudium Interkulturelle Bildung und Mehrsprachigkeit. Sie arbeitet als Lehrerin für Deutsch, Gesellschaft und Philosophie an der Stadtteilschule Wilhelmsburg.

## Politik
Fiedler ist seit 1976 Mitglied in der SPD. Sie übt seit 1999 den Vorsitz des Arbeitskreises Migration im Landesvorstand der SPD aus.
Mitglied der Hamburgischen Bürgerschaft war sie von 2000 bis 2008. Sie vertrat zuletzt die SPD im Kulturausschuss und im  Schulausschuss. Zudem war sie Mitglied sie in der Enquete-Kommission „Schulentwicklung“ 
Ihre politischen Schwerpunkte sind die Bildungs- und Kulturpolitik.